# ATP Challenger Punta del Este
Das ATP Challenger Punta del Este (offizieller Name: Punta del Este Open) ist ein Tennisturnier in Punta del Este, das seit 2018 ausgetragen wird. Es ist heute Teil der ATP Challenger Tour und wird im Freien auf Sand ausgetragen. Zwischen 1993 und 1999 mit Ausnahme von 1998 fand bereits ein Turnier an selber Stelle statt, das zur Challenger Series gehörte.

## Siegerliste

### Einzel
| Jahr                        | Sieger               | Finalgegner            | Ergebnis         |
| --------------------------- | -------------------- | ---------------------- | ---------------- |
| 2025                        | Daniel Elahi Galán   | Tomás Barrios Vera     | 5:7, 6:4, 6:4    |
| 2024                        | Gianluca Mager       | Thiago Agustín Tirante | 6:75, 6:2, 6:0   |
| 2021–2023: keine Austragung |                      |                        |                  |
| 2020                        | Thiago Monteiro (2)  | Marco Cecchinato       | 7:63, 6:76, 7:5  |
| 2019                        | Thiago Monteiro (1)  | Facundo Argüello       | 3:6, 6:2, 6:3    |
| 2018                        | Guido Andreozzi      | Simone Bolelli         | 3:6, 6:4, 6:3    |
| 2000–2017: keine Austragung |                      |                        |                  |
| 1999                        | Marcelo Charpentier  | Martín Rodríguez       | 6:2, 6:2         |
| 1998                        | keine Austragung     | keine Austragung       | keine Austragung |
| 1997                        | Marco Meneschincheri | Juan Antonio Marín     | 6:7, 6:1, 6:4    |
| 1996                        | Félix Mantilla       | Kris Goossens          | 6:2, 7:6         |
| 1995                        | Emanuel Couto        | Marcelo Charpentier    | 7:5, 7:6         |
| 1994                        | Franco Davín         | Gérard Solvès          | 6:2, 4:6, 6:0    |
| 1993                        | Javier Frana         | Gabriel Markus         | 4:6, 6:2, 7:6    |

### Doppel
| Jahr                        | Sieger                                 | Finalgegner                                  | Ergebnis          |
| --------------------------- | -------------------------------------- | -------------------------------------------- | ----------------- |
| 2025                        | Gustavo Heide João Lucas Reis da Silva | Facundo Mena Marco Trungelliti               | 6:2, 6:3          |
| 2024                        | Murkel Dellien Federico Agustín Gómez  | Guido Andreozzi Guillermo Durán              | 6:3, 6:2          |
| 2021–2023: keine Austragung |                                        |                                              |                   |
| 2020                        | Orlando Luz Rafael Matos               | Juan Manuel Cerúndolo Thiago Agustín Tirante | 6:4, 6:2          |
| 2019                        | Guido Andreozzi Guillermo Durán        | Sander Gillé Joran Vliegen                   | 6:2, 6:76, [10:8] |
| 2018                        | Facundo Bagnis Ariel Behar             | Simone Bolelli Alessandro Giannessi          | 6:2, 7:67         |
| 2000–2017: keine Austragung |                                        |                                              |                   |
| 1999                        | Lucas Arnold Ker Marcelo Filippini (2) | Paulo Carvallo Gonzalo Rodríguez             | 6:1, 6:4          |
| 1998                        | keine Austragung                       | keine Austragung                             | keine Austragung  |
| 1997                        | Daniel Orsanic Martín Rodríguez        | Nelson Aerts Fernando Meligeni               | 6:2, 6:4          |
| 1996                        | Gustavo Kuerten Jaime Oncins           | Alejandro Hernández Simon Touzil             | 5:7, 6:4, 7:6     |
| 1995                        | Christian Miniussi Diego Pérez (2)     | Lucas Arnold Ker Patricio Arnold             | 4:6, 7:5, 6:1     |
| 1994                        | Marcelo Filippini (2) Diego Pérez (1)  | Luis Lobo Christian Miniussi                 | 6:7, 7:6, 7:6     |
| 1993                        | Jean-Philippe Fleurian Mark Koevermans | William Kyriakos Fernando Meligeni           | 6:4, 6:1          |